# Spurio Nauzio Rutilo
Spurio Nauzio Rutilo (in latino Spurius Nautius Rutilus; fl. V secolo a.C.) è stato un politico romano.

## Biografia
È menzionato per la prima volta da Dionigi di Alicarnasso nel 493 a.C. come uno dei giovani patrizi più in vista durante la secessione della plebe.
Nel 488 a.C. fu eletto console con Sesto Furio Medullino Fuso, proprio nell'anno in cui Coriolano guidò l'esercito dei Volsci contro Roma.